# Baldvin Magnússon
Baldvin Þór Magnússon (* 7. April 1999 in Akureyri) ist ein isländischer Leichtathlet, der im Mittel- und Langstreckenlauf an den Start geht.

## Sportliche Laufbahn
Erste internationale Erfahrungen sammelte Baldvin Magnússon im Jahr 2021, als er bei den U23-Europameisterschaften in Tallinn in 13:45,00 min die Bronzemedaille im 5000-Meter-Lauf hinter dem Deutschen Mohamed Mohumed und Aarón Las Heras aus Spanien gewann und damit einen neuen isländischen Landesrekord aufstellte. Bereits im April stellte er in den Vereinigten Staaten mit 3:40,74 min einen Nationalrekord über 1500 Meter auf. Im Jahr darauf startete er im 3000-Meter-Lauf bei den Hallenweltmeisterschaften in Belgrad und klassierte sich dort mit 8:04,77 min auf dem 14. Platz. 2023 belegte er bei der 2. Liga der Team-Europameisterschaft im Rahmen der Europaspiele in Chorzów in 1:50,50 min den fünften Platz im B-Lauf über 800 Meter und belegte in 3:43,38 min den sechsten Platz über 1500 Meter. Im Dezember gelangte er bei den Crosslauf-Europameisterschaften in Brüssel mit 30:48 min auf den 16. Platz im Einzelrennen. Im Jahr darauf wurde er bei den Crosslauf-Europameisterschaften 2024 in Antalya nach 23:36 min 47 und 2025 schied er bei den Halleneuropameisterschaften in Apeldoorn mit 7:58,56 min in der Vorrunde über 3000 Meter aus.
In den Jahren 2021, 2022 und 2024 wurde Baldvin Magnússon isländischer Meister im 1500-Meter-Lauf sowie 2023 über 5000 Meter. Er ist Student an der Eastern Michigan University in Ypsilanti.

## Persönliche Bestleistungen
- 800 Meter: 1:50,50 min, 20. Juni 2023 in Chorzów
- 1500 Meter: 3:39,90 min, 24. Juli 2024 in London (isländischer Rekord)
  - 1500 Meter (Halle): 3:39,67 min, 27. Januar 2025 in Reykjavík (isländischer Rekord)
- Meile: 3:57,12 min, 4. Februar 2023 in South Bend
  - Meile (Halle): 4:09,23 min, 27. Februar 2021 in Mount Pleasant
- 3000 Meter: 7:49,68 min, 1. Juli 2023 in Watford (isländischer Rekord)
  - 3000 Meter (Halle): 7:39,94 min, 9. Februar 2025 in Espoo (isländischer Rekord)
- 5000 Meter: 13:20,34 min, 30. April 2024 in Huelva (isländischer Rekord)
  - 5000 Meter (Halle): 13:41,39 min, 3. Dezember 2021 in Allendale (isländischer Rekord)